# Oakland (New Jersey)
Oakland – miasto w Stanach Zjednoczonych, w stanie New Jersey, w hrabstwie Bergen. W 2010 roku liczyło 12 754 mieszkańców.